# Focusing
Il termine Focusing (ingl. mettere a fuoco) indica in psicoterapia la capacità del paziente di prestare attenzione a sensazioni e desideri che non sono ancora stati espressi in parole. Il termine è stato introdotto dallo psicoterapeuta Eugene T. Gendlin, allievo e collaboratore di Carl Rogers.
Oggi il Focusing è una pratica e metodologia che non ha finalità esclusivamente terapeutiche, ma aiuta a entrare meglio in connessione con sé stessi e a trarre nuove consapevolezze dal sentire del corpo.
È chiamato focusing perché richiede un tipo particolare di attenzione, rivolta al corpo, alla sensazione che si prova al cospetto di un particolare tema della propria vita, sensazione che può essere ancora confusa, vaga, implicita. Questa dimensione sfocata dell'esperienza è chiamata “sensazione sentita”.  Concentrarsi sulla sensazione sentita consente di avviare un processo di chiarificazione approfondito. A volte questo porta a sperimentare in modo sorprendente che il corpo è affidabile nella sua tendenza a vivere in avanti.
Le istruzioni del Focusing consentono un accesso diretto a una conoscenza di tipo corporeo che di solito resta in ombra. Tutti hanno un’impressione corporea delle situazioni della propria vita, ma è probabile che non si fermino a esplorarla in profondità. Questo luogo contiene una vasta riserva di conoscenza implicita. Contiene più aspetti impliciti di quanti sia possibile elencare separatamente.

## Origini
Il Focusing nasce negli anni '70 dall'osservazione e dall'esperienza clinica di Eugene Gendlin (Vienna, 25 dicembre 1926) psicoterapeuta e filosofo della scienza, professore dell'Università di Chicago e collaboratore di Carl Rogers, fondatore della Psicologia umanistica. Gendlin, ascoltando le registrazioni di migliaia di ore di colloqui di psicoterapia, notò che alcuni pazienti avevano una predisposizione naturale ad ascoltarsi (natural-focuser) a differenza degli altri, che permetteva loro di cambiare, di trovare nuove soluzioni. Notò che questo avveniva perché non si limitavano al racconto della loro storia ma la esponevano arricchendola delle loro sensazioni fisiche vissute in quel momento (felt-sense), queste davano luogo ad un cambiamento corporeo (body-shift) che portava ad un ulteriore felt-sense.
Ascoltando sistematicamente le registrazioni di questi colloqui, di qualunque orientamento psicoterapeutico esse fossero, Gendlin si accorse che poteva prevedere già dai primi colloqui quali pazienti avrebbero avuto un beneficio dalla psicoterapia e si rese conto che questo modo di mettersi in ascolto di sé, era possibile insegnarlo. Quindi sistematizzò e formalizzò tale processo in sei passi, con lo scopo di renderlo utilizzabile anche al di fuori del set psicoterapeutico. Il Focusing è infatti uno strumento utile in diversi contesti ed è utilizzabile per sbloccare delle situazioni, per rilassarsi, per favorire la creatività, per promuovere un cambiamento.

## I sei passi del focusing
1. Creare uno spazio: Per creare uno spazio occorre fare silenzio e restare con sé stessi dedicando qualche minuto al rilassamento. Questo è raggiungibile ascoltandosi: partendo dai piedi, le gambe, i glutei, la schiena, le spalle, il collo, la nuca, gli occhi, il naso fino a percepire l'aria che si respira; così facendo portiamo l'attenzione all'interno del corpo, nelle zone del petto e dello stomaco e sentiamo cosa succede. Con qualunque sensazione si incontra è possibile fare due cose: spostarla fuori ponendola in un luogo ritenuto da noi adatto, ad esempio al nostro fianco; oppure domandarsi: "‘come va la mia vita?", "cosa è importante adesso per me ?",e vedere cosa succede lasciando che la risposta provenga lentamente dalla percezione del corpo senza analizzarla; così facendo liberiamo, o meglio creiamo, uno spazio tra noi e quello che sentiamo.
2. La sensazione sentita: Tra le tante sensazioni se ne sceglie una sulla quale fare focusing senza analizzarla, portando l'attenzione nel punto esatto di dove si sente nel corpo, in modo da avere la percezione indefinita dell'intero problema.
3. Simbolizzare: Successivamente si lascia che dalla stessa sensazione emerga una parola, una frase, un gesto, un'immagine, un suono che la descriva perfettamente: come ad esempio si fa quando usciamo di casa con l'impressione di non aver fatto qualcosa, cercando di far combaciare quello che si sente con quello che non si è fatto, esempio: non abbiamo chiuso il gas, oppure abbiamo lasciato le finestre aperte, etc., fino a che non si trova la risposta che si adatta perfettamente a quello che si prova.
4. Risuonare: Ora si verifica la sensazione che si sente con la parola, la frase, il suono, l'immagine o il gesto, per vedere se risuonano e coincidono: questo produce solitamente un piccolo segnale fisico, un senso di sollievo o rilassamento, come ad esempio succede quando ci si ricorda di non avere chiuso le finestre prima di uscire di casa.
5. Porre domande: Di seguito è corretto chiedersi cosa qualifica il problema nel modo che lo si è appena descritto: ad esempio, "cosa c'è nella sensazione che ho sentito?", o "che cosa rende il problema come lo sento?", oppure "qual è la cosa più paurosa, disagevole, sgradevole, se si è sentito paura, disagio, sgradevolezza...?". Si rimane con questa sensazione, riportando l'attenzione al corpo e integrandola ancora una volta, fino a che non avviene un ulteriore cambiamento (body-shift), come ad esempio un leggero sollievo o un rilassamento.
6. Accogliere: A questo punto si può accogliere il cambiamento, anche se è un piccolo rilassamento o un leggero sollievo, e questo è un punto di partenza di un ulteriore felt-sense.
La metodologia del focusing si avvale spesso dell'uso di stimolazioni verbali o visive chiedendo al partecipante di cercare di connettersi alla "sensazione sentita" che quello stimolo provoca a livello corporeo. Questo, secondo Gendlin, è un metodo molto più efficace per prendere contatto con i propri stati interiori rispetto ad un solo ragionamento verbale.